# Explorers Grand Slam
L'Explorers Grand Slam consiste nel raggiungere il Polo Nord, il Polo Sud e scalare le maggiori vette mondiali.

## Storia
Il concetto originale prevedeva di iniziare il viaggio verso i Poli partendo da particolari punti costieri, comportando lunghi viaggi in slitta. Nel corso del tempo sono stati rivendicati come Explorers Grand Slam (Last Degree) viaggi sempre più brevi e semplici. Attualmente la comunità di scalatori definisce l'Explorers Grand Slam come l'aver raggiunto le vette delle Seven Summits più i Poli al 90º grado di latitudine. Come concordano importanti organizzazioni quali la American Alpine Club, The Explorers Club, compagnie di scalatori come l'International Mountain Guides, e la stampa popolare. Alcuni concordano che un True Explorers Grand Slam significhi aver scalato anche le 14 vette oltre gli 8.000 metri. Oltretutto, molti credono che per completare un True Explorers Grand Slam sia necessario visitare anche i due Poli magnetici Nord e Sud.
David Hempleman-Adams è stato la prima persona a completare un Explorers Grand Slam, nel 1998. Nell'Aprile 2005, Park Young Seok è diventato la prima persona ad aver completato un True Explorers Grand Slam. Nel Giugno 2018, Zhang Liang è diventato la seconda persona ad aver completato lo stesso tipo di Grand Slam. Nel 2011, Richard Parks, ex giocatore della nazionale di rugby a 15 del Galles è diventato la prima persona a completare un Explorers Grand Slam (Last Degree) in un singolo anno solare, terminando la sfida entro 7 mesi. Cheryl Bart è stata la prima donna Australiana e la 31° persona al mondo ad aver completato l'Explorers Grand Slam. Cheryl ha raggiunto il Polo Nord il 22 Aprile 2013 AEST (Australian Eastern Standard Time). Vanessa O'Brien è diventata la prima donna ad aver completato l'Explorers Grand Slam (Last Degree) in un solo anno, terminando la sfida in 11 mesi.
Nel 2014 Jing Wang è diventata la donna ad aver completato l'Explorers Grand Slam in minor tempo: 142 giorni.
Nel 2014 Ryan Waters è diventato il primo Americano a completare il True explorers Grand Slam sciando per tutta la lunghezza dei Poli senza aiuti o supporti, e scalando le Seven Summits.
Il 21 Aprile 2015 Tashi Malik e Nungshi Malik sono diventate le prime gemelle e le prime sud asiatiche al mondo a completare l'Explorers Grand Slam (Last Degree).
Colin O'Brady è l'attuale detentore del record di velocità nel completare l'Explorers Grand Slam (Last Degree). Colin ha completato la sfida in 139 giorni, nel 27 Marzo 2016.
Marin Minamiya è stata la persona più giovane a completare l'Explorers Grand Slam (Last Degree) all'età di 20 anni, nel 12 Aprile 2007.

## Persone che hanno completato l'Explorers Grand Slam
1. David Hempleman-Adams
2. Erling Kagge
3. Fyodor Konyukhov
4. Heo Young-Ho
5. Park Young Seok (prima persona a d aver completato un True Explorers Grand Slam)[3]
6. Bernard Voyer[15]
7. Cecilie Skog
8. Maxime Chaya
9. Ryan Waters[16]
10. Stuart Smith
11. Johan Ernst Nilson[17]
12. Wilco van Rooijen[18]
13. Haraldur Olafsson
14. Khoo Swee Chiow
15. Mostafa Salameh[19]
16. Newall Hunter
17. Zhang Liang (seconda persona ad aver completato un True Explorers Grand Slam)[4]
18. Grazyna Machnik[20]

## Persone che hanno completato l'Explorers Grand Slam (Last Degree)
1. Sean Disney
2. Vaughan de la Harpe
3. Sibusiso Vilane
4. Arthur Marsden
5. Andrew Van Der Velde
6. Vernon Tejas
7. Will Cross
8. Lei Wang
9. Neil Laughton[21]
10. Jo Gambi
11. Rob Gambi
12. Alison Levine
13. Randall Peeters
14. Wang Yongfeng
15. Ci Luo
16. Liu Jian
17. Wang Shi
18. Zhong Jianmin
19. Jin Feibao[22]
20. Wang Qiuyang
21. Suzanne K Nance[23]
22. Richard Parks
23. Andrea Cardona
24. John Dahlem
25. Matthew Holt
26. Arnold Witzig
27. Len Stanmore[24]
28. Cheryl Bart
29. Vanessa O'Brien[8][9]
30. Sebastian Merriman
31. Jing Wang[10]
32. Tashi Malik[25][26]
33. Nungshi Malik[25][26]
34. Omar Samra[27]
35. Maria (Masha) Gordon
36. Colin O'Brady[11][12][13][14]
37. John Moorhouse
38. Victor Vescovo[28]
39. Sean Swarner[29]
40. Marin Minamiya[30]
41. Michael W. Grigsby[31][32]
42. Julia Elinor Schultz[33]
43. Muhamad Muqharabbin Mokhtarrudin[34]
44. Mike Gibbons[35][36]
45. Nikolaos Mangitsis[37][38]
46. Josu Feijoo[39][40]
47. James Holliday[41]
48. Joel Schauer[42]